# Tour Triangle
Tour Triangle je plánovaný mrakodrap v Paříži, jež bude postaven na území Výstaviště Porte de Versailles. Za architektonickým návrhem této 180 metrů vysoké skleněné „pyramidy" s lichoběžníkovou základnou stojí švýcarský architektonický ateliér Herzog & de Meuron. Půjde o první výškovou budovu v širším centru Paříže postavenou po Tour Montparnasse, jež vznikla v roce 1973.
Projekt by měl vyjít na 0,5 miliardy Eur, výstavba by měla proběhnout mezi roky 2020 až 2024.